# Astragalus zerdanus
Astragalus zerdanus är en ärtväxtart som beskrevs av Pierre Edmond Boissier. Astragalus zerdanus ingår i släktet vedlar, och familjen ärtväxter. Inga underarter finns listade i Catalogue of Life.